# Associação Atlética Barra Bonita
A Associação Atlética Barra Bonita é um clube social, recreativo e esportivo, e foi uma agremiação de futebol profissional da cidade de Barra Bonita, interior do estado de São Paulo. 
Fundada em 21 de abril de 1923 com as cores preta e branca, participou de oito edições do Campeonato Paulista de Futebol.

## História
Clube social de valorizado patrimônio, é a equipe mais tradicional da cidade. Subiu quase todos os degraus do Campeonato Paulista de Futebol, mas está afastada do profissionalismo desde 1985, quando desativou seu departamento de futebol.

## Participações em estaduais
- Segunda Divisão (atual A2) — 2 (dois)

1983, 1984
- Terceira Divisão (atual A3) — 3 (três)

1980, 1981, 1982
- Quarta Divisão (atual Série B) — 3 (três)

1977, 1978, 1979

## Títulos

### Estaduais
- Campeonato Paulista - Série A3: - 1982

### Regionais
- Amador Regional da Liga Sãocarlense de Futebol: - 1967